# Beckenham
Beckenham – miasto Londynu, leży w gminie London Borough of Bromley. Beckenham jest wspomniana w Domesday Book (1086) jako Bacheham.